# Roan Mountain (Tennessee)
Roan Mountain es un lugar designado por el censo ubicado en el condado de Carter en el estado estadounidense de Tennessee. En el Censo de 2010 tenía una población de 1.360 habitantes y una densidad poblacional de 79,25 personas por km².

## Geografía
Roan Mountain se encuentra ubicado en las coordenadas 36°11′12″N 82°4′14″O / 36.18667, -82.07056. Según la Oficina del Censo de los Estados Unidos, Roan Mountain tiene una superficie total de 17.16 km², de la cual 17.16 km² corresponden a tierra firme y (0%) 0 km² es agua.

## Demografía
Según el censo de 2010, había 1.360 personas residiendo en Roan Mountain. La densidad de población era de 79,25 hab./km². De los 1.360 habitantes, Roan Mountain estaba compuesto por el 95% blancos, el 4.41% eran afroamericanos, el 0.15% eran amerindios, el 0% eran asiáticos, el 0.07% eran isleños del Pacífico, el 0.07% eran de otras razas y el 0.29% pertenecían a dos o más razas. Del total de la población el 0.88% eran hispanos o latinos de cualquier raza.